# François Boussus
Pour les articles homonymes, voir Boussus.
François Boussus (né à Guise le 22 mai 1830, et mort à Wignehies le 23 aout 1899) est un industriel français, fondateur des établissements textiles de Wignehies.
Il fut conseiller municipal à Wignehies puis conseiller général républicain du canton de Trélon. 
Le premier mai 1891, une manifestation d'ouvriers de ses filatures pour la journée de huit heures fut réprimée par la troupe : la fusillade de Fourmies fit neuf morts et de 35 blessés.

## Parcours
Fils de François Joseph Bossus, serrurier et mécanicien à Guise, et de Jeanne Victoire Beaurin, il est diplômé des Arts et Métiers (Châlon promotion 1847). Il débute à Reims comme ajusteur dans la Maison Pierrart-Parpaite, dirigeant de l'établissement de Foucamprez et Coquelet ; il se marie le  7 novembre 1853 à Fourmies à Aglaé Elisa Camille Demanet, elle-même issue d'un milieu qui lui facilite et apporte des relations d’affaires. De cette union nait une fille Anna Elisa. Il fonde la même année un peignage à Wignehies.
C'est en 1855 à l'âge de 25 ans qu'il s’associe à Wignehies avec Ernest Demorgny (maire à l’époque) et avec Auguste Carlier pour construire un peignage et une filature rue de Fourmies qui emploie environ 50 personnes. Un an après, la société est dissoute, Auguste Carlier et François Boussus cèdent leurs parts à Valéry et Ernest Bonnechère et achètent un terrain rue de Rocquigny pour y construire encore un peignage et une filature. Dans ces conditions, en 1865, il fonde à Wignehies un nouvel établissement de modèle peignage et de filature auquel il adjoint en 1873 un tissage. Boussus, veuf de son épouse depuis le 5 octobre 1858 (décédé à l'âge de 23 ans), il se remarie le 5 décembre 1866 à Blanche Émilie Bonnechère, fille de Valéry son associé. 
Il a 36 ans à cette époque et elle 18 ans. Il est devenu l'un des maîtres incontestés de l'industrie lainière et l'auteur du développement des industries de Wignehies. 21 filatures et 110 tissages ont été fondés au lendemain de la guerre de 1870. En 1871, il est actionnaire dans l’achat d’une verrerie à Anor, il est l'un des fondateurs de l’institut de commerce de Paris, membre de la chambre de commerce d’Avesnes.
En 1877, il prend part aux élections législatives du député Avesnois Ernest Guillemin. Il est fait chevalier de la Légion d'honneur le 20 octobre 1878 par le ministre de l’agriculture et du commerce. Il se présente aux législatives de 1885 et y échoue battu par les conservateurs. On le dit franc-maçon, ce qui n’empêche pas son épouse de participer ultérieurement au financement de l’autel principal de l’église de Wignehies.
En 1880, il est conseiller municipal à Wignehies ainsi que conseiller général du canton de Trélon et réélu en 1886. En 1882, il confie la direction de son usine à M. Ernest Charié (Ingénieur Arts et Métiers).  Au cours de ses batailles politiques, Boussus a porté de nombreuses attaques contre les conservateurs et tout particulièrement contre les boulangistes dans la Tribune du Nord, ce journal qui joue un rôle déterminant dans la propagande électorale républicaine. Un de ses grands thèmes est l'anticléricalisme.
En 1884, François Boussus achète pour 700 000 francs le château de Beugnies et 244 ha de bois et de pâturages. Cette propriété appartenait à Philippe-Égalité arrière petit-fils de Régent et cousin de Louis XVI. Il adopte un mode de vie dit de grand bourgeois entouré d'une dizaine de domestiques, ce qui lui vaut par la suite d'être appelé le « baron de Beugnies » par le journal de Fourmies. Boussus y recevait régulièrement des hommes politiques et des industriels.
À partir de 1884, l'industrie textile dans le Nord-Pas-de-Calais commença à rencontrer des difficultés. Les réductions de salaires et mise au chômage d'ouvriers amenèrent plusieurs grèves. Le premier mai 1891, une manifestation d'ouvriers de ses filatures pour la journée de huit heures fut réprimée par la troupe : la fusillade de Fourmies fit neuf morts et 35 blessés.
Il décède de maladie à Wignehies. À sa mort, Boussus laisse une fortune comprise entre 8 et 12 millions de francs. Le nom de la rue menant à son usine fut appelée rue François-Boussus. Ses établissements et son château disparaissent pendant la guerre. M. Ernest Charié continue sa collaboration à son fils Paul Émile François Boussus jusqu'en 1914 qui par la suite deviendra président de la chambre des commerces d'Avesnes de 1906 à 1928, conseiller du commerce extérieur et administrateur de la Banque de France.